# Annachlamys kuhnholtzi
Annachlamys kuhnholtzi is een tweekleppigensoort uit de familie van de Pectinidae. De wetenschappelijke naam van de soort is voor het eerst geldig gepubliceerd in 1860 door Bernardi.